# Thomas Clarkson
Thomas Clarkson (Wisbech, 28 marzo 1760 – Ipswich, 26 settembre 1846) è stato un attivista britannico, sostenitore dell'abolizione della tratta degli schiavi.

## Biografia
Clarkson partecipò a una competizione dell'Università di Cambridge per la composizione di un saggio in latino sul soggetto "Si possono asservire gli uomini contro la loro volontà?", che vinse. Dopo la sua esperienza a Wadesmill, Clarkson tradusse il saggio in inglese per la pubblicazione, che ottenne successo e inaugurò una serie di saggi e pamphlet dell'autore contro la schiavitù.
Thomas Clarkson avvertì il suo impegno come una forma di manifestazione della volontà divina e impegnò la sua esistenza per combattere la tratta degli schiavi. Durante un viaggio a Londra conobbe l'editore quacchero James Phillips, che lo aiutò a diffondere l'opera e lo introdusse nei circoli che combattevano la schiavitù. Fu un membro fondatore della Society for Effecting Abolition of the Slave Trade (Società per realizzare l'abolizione della tratta degli schiavi) di Londra nel 1787, la quale avrebbe poi fiancheggiato attivamente la lotta parlamentare di William Wilberforce per l'abolizionismo.
Nelle battaglie sostenute in Parlamento, che portarono ad inchieste parlamentari sugli orrori dello schiavismo, Thomas Clarkson ebbe la responsabilità di raccogliere informazioni per sostenere le tesi abolizioniste. Nel corso delle indagini intervistò 20.000 marinai in tutto il paese, ottenendo informazioni e procurandosi gli strumenti utilizzati sulle navi addette alla tratta.
Gli iniziali fallimenti delle iniziative parlamentari, e la cattiva luce in cui cadde a causa delle sue note simpatie per la Rivoluzione francese, lo portarono a un cedimento fisico, dal quale però si riprese e continuò ad appoggiare attivamente la causa, fino alla vittoria parlamentare nel 1807.
L'anno successivo all'abolizione della tratta, raccolse tutte le informazioni nei due volumi della monumentale History of the Rise, Progress, and Accomplishment of the Abolition of the African Slave Trade by the British Parliament (Storia dell'ascesa, del progresso, e del compimento dell'abolizione della tratta di schiavi africani ad opera del Parlamento Britannico), in cui ricostruiva il processo che portò all'abolizione.
In seguito appoggiò attivamente la battaglia per l'emancipazione degli schiavi degli anni 1820.
Nel 1840 partecipò alla World Anti-Slavery Convention, tenutasi a Londra dal 12 al 23 giugno 1840, un'assemblea per l'abolizione della schiavitù che si riunì per la prima volta all'Exeter Hall, organizzata dalla British and Foreign Anti-Slavery Society, in gran parte su iniziativa del quacchero inglese Joseph Sturge. L'esclusione delle donne dalla convenzione diede un grande impulso al movimento per il suffragio femminile negli Stati Uniti.

## Storia e contesto
Si ritirò a Ipswich dove morì il 26 settembre 1846.